# Luchthaven Halim Perdanakusuma
Luchthaven Halim Perdanakusuma (Indonesisch: Bandar Udara Halim Perdanakusuma) is een luchthaven in Jakarta. Deze is gelegen in Oost-Jakarta (voorheen Meester Cornelis) en was voor de openstelling van Internationale luchthaven Soekarno-Hatta de belangrijkste luchthaven van Jakarta. De luchthaven is vernoemd naar de Indonesische held Halim Perdanakusuma.

## Nederlandse periode
Het vliegveld werd in 1924 opgericht onder de naam vliegveld Tjililitan.
Het lag bij de plaats Tjililitan welke in het buitengebied lag van Meester Cornelis.
Bij het uitbreken van de oorlog in 1942 was het vliegveld de thuisbasis voor de IIIe Vliegtuiggroep van de Militaire Luchtvaart van het Koninklijk Nederlands-Indisch Leger.In oktober 1945 verhuisde het 321 Dutch Squadron RAF naar haar nieuwe basis op het toenmalige vliegveld Tjililitan. Op 8 december 1945 werd dit squadron door de Royal Air Force te Tjililitan overgedragen aan de Marine Luchtvaartdienst, met behoud van hun squadron nummer 321.
Het vliegveld heeft tegenwoordig als hoofdfunctie luchtmachtbasis en regeringsvliegveld, maar is ook bestemd voor Indonesische civiele luchtvaartmaatschappijen. Vanaf dit vliegveld vliegen de volgende maatschappijen: ASI Pudjiastuti Aviation (Susi Air),  Indonesia Air Transport, Premiair, Air Maleo, Nusantara Air Charter en Transwisata Prima Aviation. Aangezien het hoofdvliegveld Soekarno-Hatta aan zijn maximumcapaciteit zit, zullen nog enkele Indonesische luchtvaartmaatschappijen hun route hiernaar verleggen in 2014, zoals Garuda Indonesia en Citilink.